# Alfie (Lily Allen)
Alfie è un brano musicale della cantante pop inglese Lily Allen, estratto come quarto ed ultimo singolo promozionale dal suo album di debutto, Alright, Still. È stato pubblicato il 5 marzo 2007 nel Regno Unito come doppio lato A con "Shame for You", e l'11 luglio in Giappone in formato di EP. La canzone è dedicata al fratello della cantante, Alfie Allen, e in essa viene descritto e criticato il suo comportamento pigro e ozioso.
Le critiche furono miste: alcune hanno valutato ottima la produzione del pezzo, altre l'hanno ritenuta piuttosto monotona come ultima canzone dell'album. Il singolo ha raggiunto la top 20 in Nuova Zelanda e nel Regno Unito. Nel video musicale del brano viene mostrato il fratello di Lily Allen come un pupazzo. La storia è fedele a ciò che viene detto nella canzone.

## Tracce
CD singolo
1. Shame for You
2. Alfie (versione esplicita)

Vinile 7"
1. Shame for You
2. Alfie (versione esplicita)

Download digitale
1. Shame for You
2. Shame for You (live alla Bush Hall)
3. Alfie (versione esplicita)
4. Alfie (CSS Remix)
5. Alfie (live alla Bush Hall)

EP (Giappone)
1. Alfie
2. Smile
3. Everybody's Changing
4. Nan You're a Window Shopper
5. Alfie (CSS Remix)
6. Smile (Mark Ronson Version Revisited)
7. Alfie (video musicale)
8. LDN (video musicale)
9. Littlest Things (video musicale)

## Classifiche
| Classifica (2007) | Posizione massima |
| ----------------- | ----------------- |
| Europa            | 55                |
| Giappone          | 226               |
| Irlanda           | 31                |
| Nuova Zelanda     | 15                |
| Regno Unito       | 15                |